# Bahnstrecke Pyrzyce–Głazów
| Streckennummer: | PKP 422              |                                       |                                       |
| Kursbuchstrecke: | 116 (1934)           |                                       |                                       |
| Streckenlänge: | 23,4 km              |                                       |                                       |
| Spurweite: | 1435 mm (Normalspur) |                                       |                                       |
| |                      |                                       |                                       |
| \| \| \| von Stargard \| \| \| \| \| von Płońsko \| \| \| \| 0,0 \| Pyrzyce früher Pyritz \| Pyrzyce früher Pyritz \| \| \| \| nach Chwarstnica-Gryfino \| \| \| \| \| nach Godków \| \| \| \| 5,2 \| Nowielin früher Naulin \| Nowielin früher Naulin \| \| \| 9,5 \| Mielęcin Myśliborski früher Mellentin \| Mielęcin Myśliborski früher Mellentin \| \| \| 17,9 \| Lipiany früher Lippehne \| Lipiany früher Lippehne \| \| \| \| von Grzmiąca \| \| \| \| 23,4 \| Głazów früher Glasow \| Głazów früher Glasow \| \| \| \| nach Kostrzyn nad Odrą \| \| |                      |                                       |                                       |
| Strecke (außer Betrieb) |                      | von Stargard                          | von Stargard                          |
| Abzweig geradeaus und von links (Strecke außer Betrieb) |                      | von Płońsko                           | von Płońsko                           |
| Bahnhof (Strecke außer Betrieb) | 0,0                  | Pyrzyce früher Pyritz                 | Pyrzyce früher Pyritz                 |
| Abzweig geradeaus und nach rechts (Strecke außer Betrieb) |                      | nach Chwarstnica-Gryfino              | nach Chwarstnica-Gryfino              |
| Abzweig geradeaus und nach rechts (Strecke außer Betrieb) |                      | nach Godków                           | nach Godków                           |
| Bahnhof (Strecke außer Betrieb) | 5,2                  | Nowielin früher Naulin                | Nowielin früher Naulin                |
| Bahnhof (Strecke außer Betrieb) | 9,5                  | Mielęcin Myśliborski früher Mellentin | Mielęcin Myśliborski früher Mellentin |
| Bahnhof (Strecke außer Betrieb) | 17,9                 | Lipiany früher Lippehne               | Lipiany früher Lippehne               |
| Abzweig geradeaus und von links (Strecke außer Betrieb) |                      | von Grzmiąca                          | von Grzmiąca                          |
| Bahnhof (Strecke außer Betrieb) | 23,4                 | Głazów früher Glasow                  | Głazów früher Glasow                  |
| Strecke (außer Betrieb) |                      | nach Kostrzyn nad Odrą                | nach Kostrzyn nad Odrą                |

Die Bahnstrecke Pyrzyce–Głazów (Pyritz–Glasow) ist eine Nebenbahn in Polen. Sie verläuft in Nord-Süd-Richtung innerhalb der westlichen Woiwodschaft Westpommern von Pyrzyce (Pyritz) nach Głazów (Glasow).

## Verlauf
Die Bahnstrecke von Pyrzyce (Pyritz) nach Głazów (Glasow) verläuft auf 23,4 Kilometer Länge zwischen den beiden polnischen Kreisen Pyrzyce und Myślibórz (Soldin) und verband vor 1945 die Provinz Pommern mit der ostbrandenburgischen Neumark. Sie verläuft parallel zur polnischen Landesstraße 3, der ehemaligen deutschen Reichsstraße 112.

## Geschichtliches
Die Bahnstrecke Pyrzyce–Głazów ist von den PKP als spezielle Bahnlinie festgelegt worden und trägt die Streckennummer 422. Im Blick auf ihre Entstehung allerdings handelt es sich lediglich um einen kleinen Teilabschnitt der Stargard-Cüstriner Eisenbahn-Gesellschaft, die die Bahnstrecke von Küstrin (Kostrzyn nad Odrą) nach Stargard in Pommern (Stargard) am 31. August 1882 eröffnete.
Von dieser Bahnlinie zweigte in Glasow dann eine Strecke nach Berlinchen (Barlinek) und weiter bis Arnswalde (Choszczno) ab, die von den PKP dann als Bahnstrecke Grzmiąca–Kostrzyn (Streckennummer 410) zusammengestellt wurde.
Die Bahnlinie Pyrzyce–Głazów wurde am 3. April 2000 aus Rentabilitätsgründen zunächst für den Personenverkehr, dann aber auch für den Güterverkehr geschlossen. Am 1. Juni 2005 dann wurde die Bahnstrecke wieder für den Güterverkehr in Betrieb genommen. Spätestens seit 2014 ist der Güterverkehr wieder eingestellt. Die Strecke ist unbefahrbar.

## Einzelnachweis
1. ↑  PKP Polskie Linie Kolejowe: Höchstgeschwindigkeiten für Wagenzüge (PDF; 1,4 MB), Triebwagen (PDF; 1,4 MB) und Güterzüge (PDF; 1,1 MB) vom 1. Dezember 2016